# Энозис (пароход)
«Энозис» — колёсный пароход, известный корабль в истории Греции и в особенности Крита второй половины XIX века.

## Рейсы на Крит
«Энозис» был построен в Англии в 1860 году под именем «Owl».
Пароход был куплен в США, вместе с пароходами «Крит» и «Аркади», с началом Критского восстания 1866 года, на деньги греков Лондона. Пароход получил имя «Энозис» (соединение), поскольку соединение с Грецией было конечной целью повстанцев. Пароход был наскоро вооружён 2 орудиями Armstrong. Экипаж состоял из моряков греческого военного флота, хотя судно официально оставалось торговым. Пароход своевременно прибыл в Грецию и сразу был использован для перевозки беженцев с Крита, боеприпасов и добровольцев на Крит.
Прорывая кольцо османских кораблей, пароход осуществил 46 рейсов на Крит, под командованием капитана Н. Сурмелиса.
После того как экипаж «Аркади» сжёг свой корабль во избежание пленения, основную нагрузку по переброске боеприпасов на Крит приняли на себя «Крит», но в основном «Энозис».
К концу 1868 года восстание пошло на убыль, но на острове оставались военачальники продолжавшие борьбу за соединение с Грецией.

## Морской бой у Сироса
Непрерывные рейсы «Энозиса» стали рассматриваться турками как унижение для османского флота. Султан счёл делом чести захват «Энозиса» и призвал на службу на османский флот способного британского моряка Хобарта, сделав его Hobart-пашой и дав ему звание контр-адмирала. Основной задачей данной Хобарту был захват или потопление любой ценой «Энозиса». Для этой цели Хобарту был предоставлен флагман османского флота 50-пушечный фрегат «Худавендикяр». Хобарт правильно оценил что у него мало вероятностей перехватить «Энозис» у Крита с его значительной протяжённости береговой линией. Возглавив флотилию в которой находился и колёсный пароход крейсер «Иджеддин», Хобарт встал в ожидании «Энозиса» у сравнительно маленького греческого острова Сирос, бывшего в те годы одной из основных баз снабжения критских повстанцев.
2 декабря, возвращаясь с Крита на Сирос, капитан «Энозиса» Сурмелис обнаружил что на его пароход полным ходом идут «Иджеддин» и турецкий флагман. В последовавшей погоне счастливый выстрел греческого парохода поразил левое колесо турецкого парового крейсера и «Иджеддин» потерял скорость. Умелыми манёврами Сурмелис сумел уйти и от турецкого флагмана, а меткие выстрелы маленького орудия «Энозиса» внесли сумятицу в рядах турецкого экипажа и чуть было не лишили жизни самого Хобарта.
Воспользовавшись возникшей сумятицей «Энозис» с триумфом вошёл в порт Сироса. Хобарт последовал за ним в порт на борту турецкого флагмана требуя от греческих властей сдачи ему «пиратского судна», угрожая что он потопит его и в акватории порта.
Последовали вмешательства европейских консулов, попросивших Хобарта покинуть Сирос, а также предупреждения капитана стоявшего на Сиросе французского корабля «Валл», что он вмешается в случае атаки против «Энозиса».
Подоспевшая греческая флотилия, под командованием капитана Георгия Стамателоса, потребовала от Hobart-паши выйти за пределы греческих территориальных вод. Благодаря вмешательству Франции удалось избежать открытого греко-турецкого столкновения. Hobart-паша отошёл, но во главе флотилии, уже 7 турецких кораблей не отдалялся от Сироса, препятствуя «Энозису» доставить на Крит новых добровольцев.

## Последующие годы
После сворачивания Критского восстания «Энозис» был официально введён в состав греческого военно-морского флота. Через 11 лет, в 1880 году, «Энозис» был выведен из состава флота.